# Eulonche
Eulonche là một chi bướm đêm thuộc họ Noctuidae.